# Сьерра-Леоне на Паралимпийских играх
Сьерра-Леоне на Паралимпийских играх впервые приняло участие в 1996 году на летних Паралимпийских играх в Атланте. На зимних Паралимпийских играх спортсмены Сьерра-Леоне пока ещё не выступали.
На текущий момент спортсмены Сьерра-Леоне на всех играх не выиграли ни одной медали.

## Медали летних Паралимпийских игр
| Игры                | Золото         | Серебро        | Бронза         | Всего          | Место          |
| ------------------- | -------------- | -------------- | -------------- | -------------- | -------------- |
| 1996 Атланта        | 0              | 0              | 0              | 0              | —              |
| 2000—2008           | не участвовали | не участвовали | не участвовали | не участвовали | не участвовали |
| 2012 Лондон         | 0              | 0              | 0              | 0              | —              |
| 2016 Рио-де-Жанейро | 0              | 0              | 0              | 0              | —              |
| 2020 Токио          | 0              | 0              | 0              | 0              | —              |
| Итого               | 0              | 0              | 0              | 0              | —              |

## Медали зимних Паралимпийских игр
Спортсмены Сьерра-Леоне ещё ни разу не участвовали на зимних Паралимпийских играх.